# Schwaltenweiher
Der Schwaltenweiher ist ein Stauweiher im Ostallgäuer Voralpenraum. Das Gewässer liegt 14 km von den Allgäuer Alpen entfernt zwischen den Gemeinden Seeg und Rückholz. Er entstand durch den Aufstau des von Osten zufließenden Schwaltenbachs. Heutzutage wird der Schwaltenweiher als Badesee und zur Fischzucht genutzt.

## Begriff
Der Begriff Schwaltenweiher leitet sich von der dort erbauten Schwaltenmühle ab, welche wiederum ihren Namen vom Familiennamen Schwalt/Schwald ableitet. Früher wurde vermutet, dass der Name Schwaltenweiher vom mittelhochdeutschen Wort swellen abgeleitet wurde, welches so viel wie stauen, aufstauen bedeutet. Da allerdings der Name Schwalten für die nahe Mühle und den gleichnamigen Weiler bereits vor Aufstauung des Sees gebräuchlich war, könnte es ebenso möglich sein, dass die erste Theorie der Namensgebung über den im Allgäu und Tirol gebräuchlichen Familiennamen naheliegender ist.
Ein weiterer früher gebräuchlicher Name des Weihers war Goldhasenweiher, benannt nach dem auf der Westseite liegenden Weiler Goldhasen.

## Geschichte
Kaiser Maximilian I. von Habsburg ließ den Schwaltenweiher im Jahre 1514 zum Zweck der Fischzucht und als Wasservogeljagdrevier anlegen.
Sein nahegelegenes Schloss Falkenberg (beim heutigen Goldhasen am Westufer) wurde im Dreißigjährigen Krieg durch die Kaiserlichen Truppen zerstört, damit es den damals anrückenden Schweden nicht in die Hände fallen konnte.
In den darauf folgenden Jahrhunderten wechselte der See mehrmals den Besitzer, blieb allerdings bis zum heutigen Tage in Privatbesitz.

## Freizeit und Tourismus
Das Bergpanorama am Schwaltenweiher mit Blick auf die Allgäuer und Tannheimer Alpenkette lädt vor allem im Sommer Einheimische und Touristen zum Genießen der Aussicht ein. Der Schwaltenweiher und die nahe gelegene Gemeinde Seeg werden wegen dieses Alpenpanoramas oft auch als „Logenplatz vor den Alpen“ bezeichnet. Der durchschnittlich vier Meter tiefe Schwaltenweiher ist einer der beliebtesten Badeseen in der Region. Um den See mit seinen zwei Inseln besteht ein Rundwanderweg. Außerdem bietet sich die Möglichkeit, Ruderboote auszuleihen oder Beachvolleyball zu spielen.

## Weitere Bilder

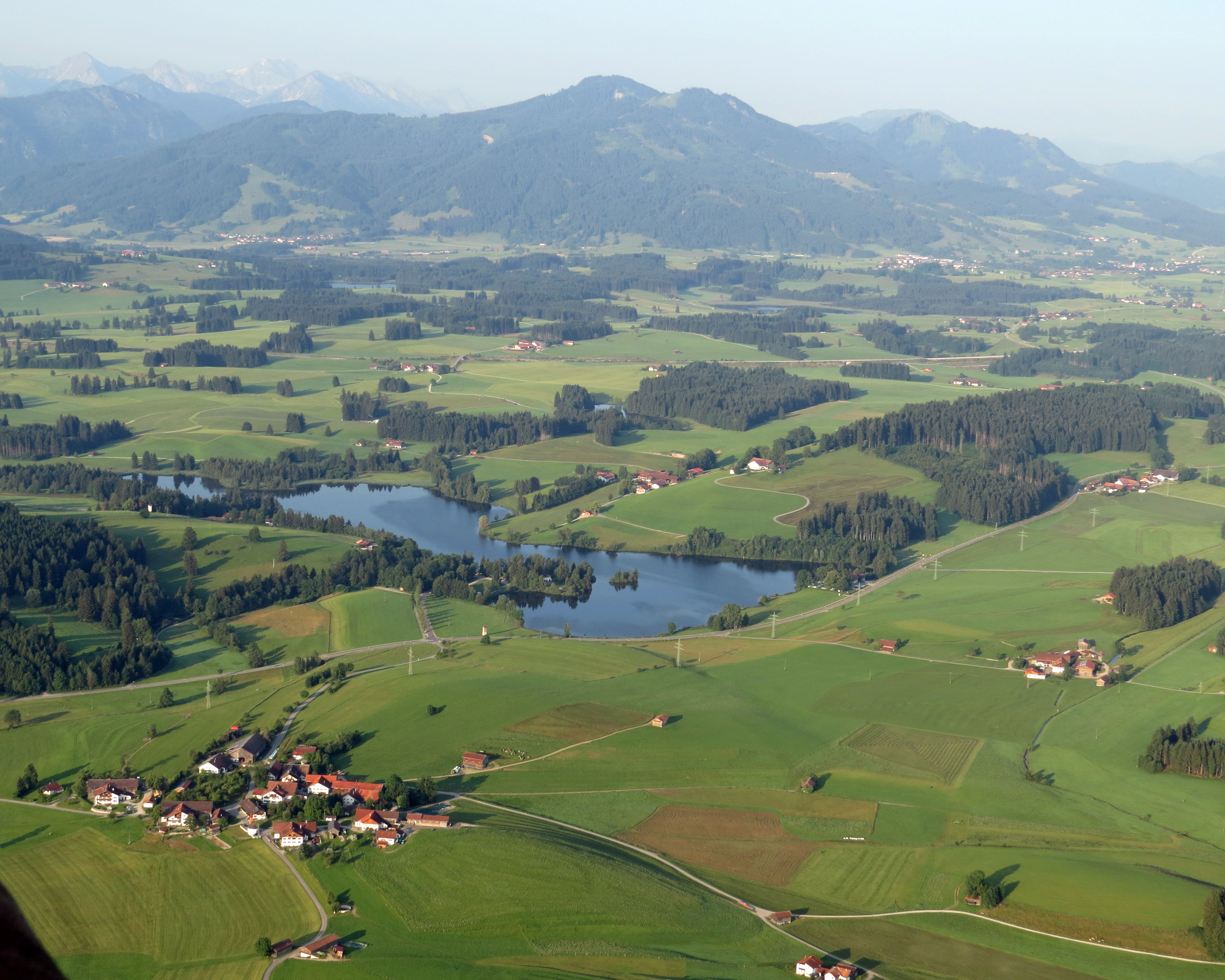
Schwaltenweiher von Nordosten
Schwaltenweiher mit Alpenpanorama
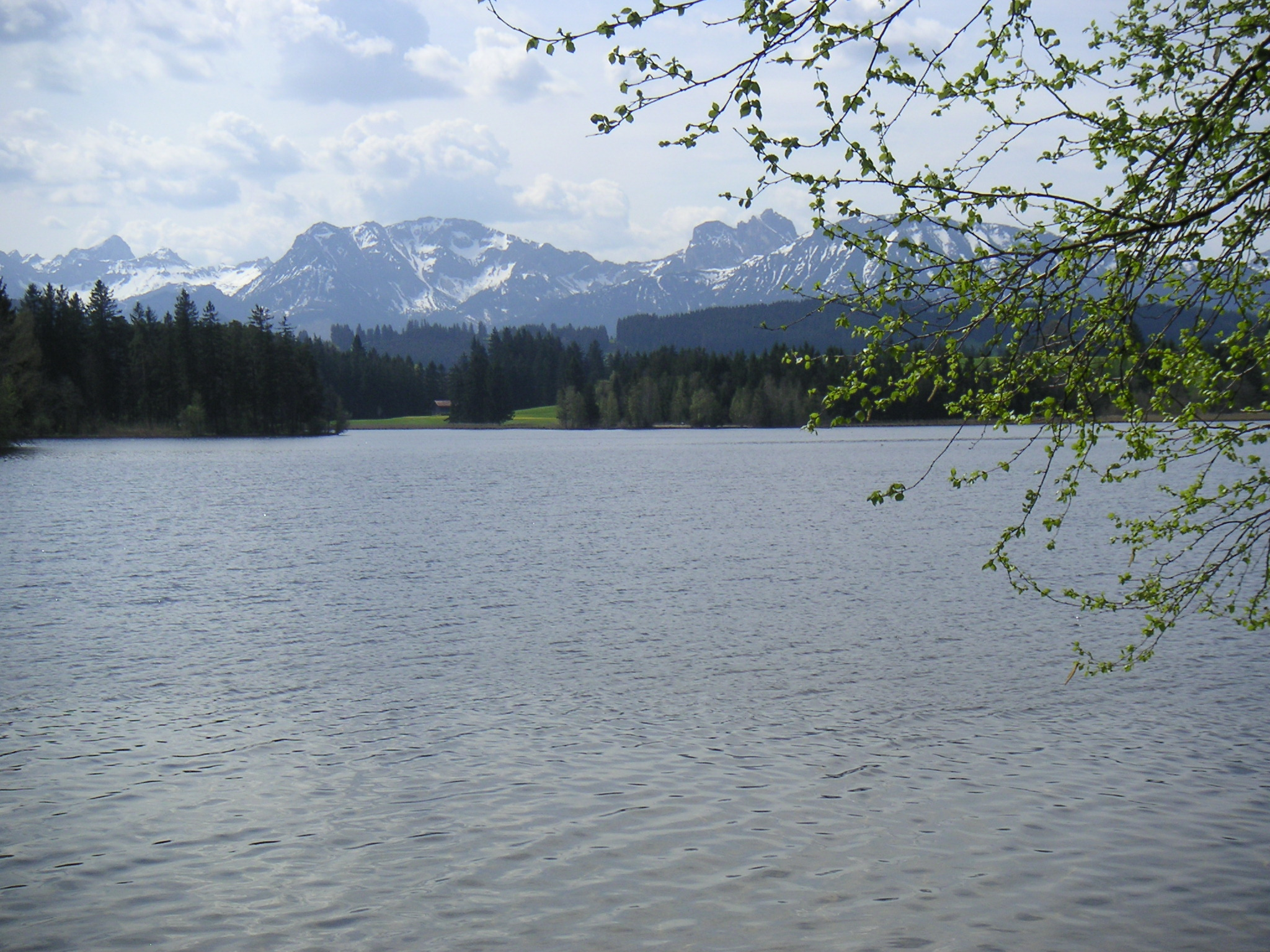
Blick über den See auf den Breitenberg bei Pfronten